# Аморозо, Алессандра
Алессандра Аморозо (итал. Alessandra Amoroso; 12 августа 1986 года, Галатина, Италия) — итальянская поп-соул певица, победительница популярного итальянского талант-шоу «Amici di Maria De Filippi» в 2009 году. Она была награждена 6 раз на премию Wind Music Awards за продажи её альбомов, а в 2014 году выиграла Best Italian Act и Best Europe South Act на MTV Europe Music Award, где она также получила номинацию Best Worldwide Act. Она также получила несколько номинаций на World Music Award, на TRL Awards, и номинации на Kids 'Choice Awards.

## Биография и карьера
Алессандра родилась в Галатине, в провинции Лечче, 12 августа 1986 года. До двадцати двух лет она живёт в Лечче. Пела она с детства и принимала участие в различных местных конкурсах пения с юного возраста. Когда ей было семнадцать лет она приняла участие в прослушивании телешоу «Amici di Maria De Filippi» где она преодолевает первый этап, но не может пройти дальше для выхода в прямой эфир. В то время она также работала продавщицей в магазине в центре Лечче (ранее она также имела опыт работы в качестве официантки и аниматора).
В июне 2007 она приняла участие во втором выпуске местного конкурса в Апулии «Fiori di Pesco» и занимает там 1 место. Затем она снова участвует в кастинге телешоу «Amici di Maria De Filippi» для сезона 2008-2009 года, где Алессанда сразу выделяется из числа других конкурсантов своим сильным вокалом. Активное и удачное участие в шоу, позволяет ей попасть в финальную часть проекта. Она пользуется невероятным успехом у публики и, в конце концов, поднимает кубок победителя. Выход её сингла «Stupida» становится сенсацией года.
Видеоклип на песню бьёт все рекорды по просмотрам на msn.it — это 250 000 раз за три дня. Сингл «Stupida» становится дважды платиновым и продаёт более 200 000 копий, и благодаря этому успеху отмечается на Wind Music Awards 2009 года.
20 июня 2009 года она получает премию «Talento Donna» в мероприятии Notte rosa проходящей в Отранто.
21 июня Алессандра выступает на концерте «Amiche per l’Abruzzo», задуманном Лаурой Паусини, проходящей на стадионе Сан-Сиро в Милане, вместе с 43 артистами и музыкантами в честь жертв землетрясения в Абруццо.
25 сентября 2009 года Алессандра выпускает свой первый альбом под названием «Senza nuvole». Все десять композиций альбома — о любви, о её различных оттенках и проявлениях. Песни, включённые в альбом, Аморозо исполняет с невероятным голосом, выразительностью и особым образом пения. Альбом «Senza nuvole» сразу занимает первые места в чартах, превосходя международных исполнителей. Песня, которая дала название альбому, была выбрана Федерико Моччиа в качестве саундтрека для его фильма «Amore 14».

## Дискография

### Альбомы
- 2009 — Senza nuvole / Безоблачно — Платиновый, 200,000+
- 2010 — Il mondo in un secondo / Мир в одну секунду — Платиновый, 200,000+
- 2011 — Cinque passi in più / Ещё пять шагов — Платиновый, 150,000+
- 2013 — Amore Puro / Чистая любовь) — Платиновый, 100,000+
- 2015 — Alessandra Amoroso (испаноязычный альбом)
- 2016 — Vivere a colori (живя в цвете) — Платиновый, 100,000+[9] ● 2018 — 10 ● 2021 — Tutto accade

### Клипы
| Год  | Видеоклип                             | Режиссёр                         | Длительность   |
| ---- | ------------------------------------- | -------------------------------- | -------------- |
| 2009 | «Stupida»                             | Гаэтано Морбиоли                 | 3 мин. 37 сек. |
| 2009 | «Estranei a partire da ieri»          | Гаэтано Морбиоли                 | 4 мин. 8 сек.  |
| 2009 | «Senza nuvole»                        | Патрицио Марроне                 | 3 мин. 48 сек. |
| 2010 | «La mia storia con te»                | Янсен & Базиль                   | 3 мин. 50 сек. |
| 2010 | «Urlo e non mi senti»                 | Марко Саломон & Саку             | 3 мин. 39 сек. |
| 2011 | «Arrivi tu»                           | Гаэтано Морбиоли                 | 3 мин. 37 сек. |
| 2011 | «Dove sono i colori»                  | Марко Саломон & Саку             | 3 мин. 51 сек. |
| 2011 | «È vero che vuoi restare»             | Марко Саломон & Саку             | 3 мин. 50 сек. |
| 2012 | «Ti aspetto»                          | Гаэтано Морбиоли                 | 3 мин. 40 сек. |
| 2012 | «Ciao»                                | Гаэтано Морбиоли                 | 3 мин. 45 сек. |
| 2013 | «Amore puro»                          | Гаэтано Морбиоли                 | 4 мин. 27 сек. |
| 2013 | «Fuoco d’artificio»                   | Гаэтано Морбиоли                 | 4 мин. 16 сек. |
| 2014 | «Non devi perdermi»                   | Гаэтано Морбиоли                 | 3 мин. 28 сек. |
| 2014 | «L’hai dedicato a me»                 | Гаэтано Морбиоли                 | 3 мин. 37 сек. |
| 2014 | «Belleza incanto e nostalgia»         | Гаэтано Морбиоли                 | 4 мин. 22 сек. |
| 2015 | «Grito y no me escuchas»              | Гаэтано Морбиоли                 | 3 мин. 41 сек. |
| 2015 | «Stupendo fino a qui»                 | Гаэтано Морбиоли                 | 4 мин. 07 сек. |
| 2015 | «Me siento sola» в дуэте с Марио Домм | Густаво Гарцон                   | 3 мин. 33 сек. |
| 2016 | «Este amor lo vale»                   | Марко Саломон                    | 4 мин. 03 сек. |
| 2016 | «Comunque andare»                     | Антонио Узберго и Никколо Челайя | 3 мин. 43 сек. |
| 2016 | «Vivere a colori»                     | Мауро Руссо                      | 4 мин. 35 сек. |
| 2016 | «Sul ciglio senza far rumore»         | Козимо Алема                     | 3 мин. 46 сек. |
| 2017 | «Fidati ancora di me»                 | Мауро Руссо                      | 3 мин. 51 сек. |